# 両前寺仮出入口
両前寺仮出入口（りょうぜんじかりでいりぐち）は、秋田県にかほ市にかつてあった日本海東北自動車道のインターチェンジである。仁賀保本荘道路として建設されたが、開通後は日本海東北自動車道として案内されていた。
なお、事業主体である国土交通省では、「両前寺交差点」または「国道7号ワンタッチ」「両前寺ワンタッチ」と表記していた。

## 概要
計画路線のうち、酒田みなとIC - 当出入口間はまだ整備されておらず、本来の仁賀保ICも未整備区間に含まれるため、仮設のインターチェンジとして2007年（平成19年）9月17日15:00より供用を開始した。マスメディアが、観光案内などで当出入口のことを、稀に「仁賀保IC」と表記することがあった。
本線が直接国道7号の両前寺交差点（既設）に連結しており、河辺JCT方向のみの出入りとなっていた。
2012年（平成24年）10月27日、金浦IC-両前寺仮出入口間開通に伴い廃止され、廃止後は、1.3 km 南側の仁賀保ICが最寄のICとなった。

### 設備
- 国道7号との交差点に矢印式信号機が、周囲に標識類があるが、他には何もない。無料区間のため料金所の設備もなかった。
- 酒田方面への「終点」標識が交差点直前（49.6キロポスト付近）にあり、終点の予告標識が2.2km手前にあった。
- 仁賀保IC予定地付近から当出入口付近にかけて、国道7号が従来のルートの西側に移設され、跡地は日本海東北自動車道として開通している[5]。
- 当出入口の廃止前に、日本海東北自動車道の事業進展に伴って、河辺JCT方向へ約150m一時移設された[1]。

## 道路
- 日本海東北自動車道（仁賀保本荘道路）
- 接続していた道路：国道7号

## 周辺
- TDK 平沢工場 : 他に関連工場多数
  - TDK歴史館 : 平沢工場構内にある企業博物館
- 仁賀保市街地
- 平沢漁港
- 仁賀保駅
- マックスバリュ にかほ店
- にかほ市役所仁賀保庁舎
- 出戸信号場（JR羽越本線）

## 隣（廃止時点）
日本海東北自動車道
両前寺仮出入口 - 西目PA - (14)本荘IC